# Äktenskapets sakrament
Äktenskapets sakrament är inom Romersk-katolska kyrkan ett av sju sakrament. Sakramentet förmedlas av de bägge makarna i det de till varandra avlägger sina löften. Utom i nödfall närvarar sedan åtskilliga århundraden tillbaka en präst (eller diakon) som både tjänar som vittnen och meddelar kyrkans välsignelse. Det romerskt-katolska och ortodoxa bröllopet omgärdas av traditionsrika ceremonier. Många liturgier är rika på välsignelse- och epiklesböner som ber Gud om hans nåd och välsignelse över det nygifta paret, särskilt över bruden.
I den latinska riten äger en vigsel mellan två katoliker för det mesta rum i anslutning till den heliga mässan på grund av det samband som råder mellan alla sakrament och Kristi påskmysterium.